# Bahnhof Flammersfeld
Der Bahnhof Flammersfeld ist ein Bahnhof der heute im Personenverkehr stillgelegten Bahnstrecke Linz (Rhein)–Flammersfeld und der nach wie vor im Güterverkehr betriebenen Bahnstrecke Engers–Au (Holzbachtalbahn) in Seelbach im Landkreis Altenkirchen in Rheinland-Pfalz.

## Hintergrund

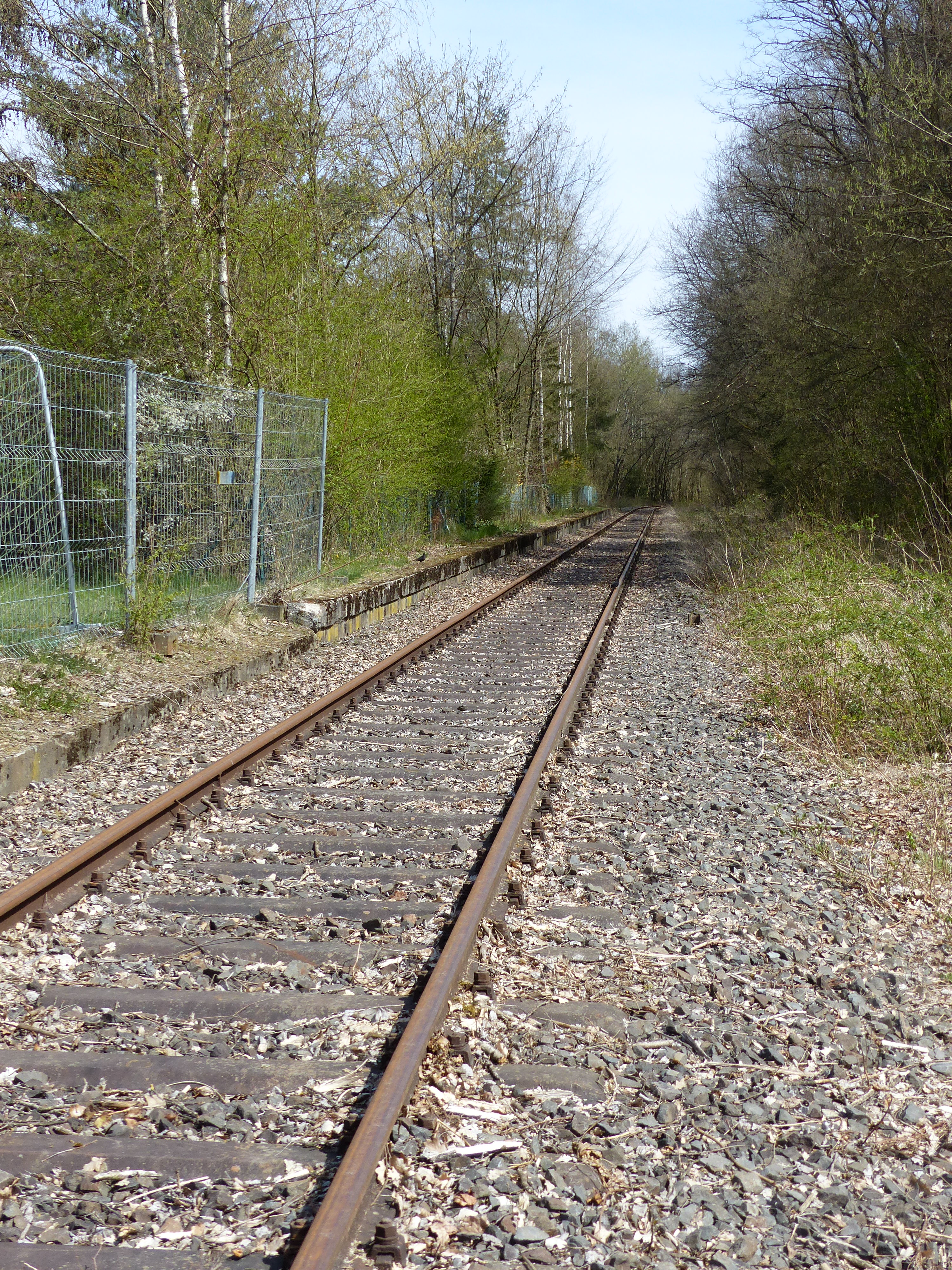
Gleis am ehemaligem Bahnsteig 1

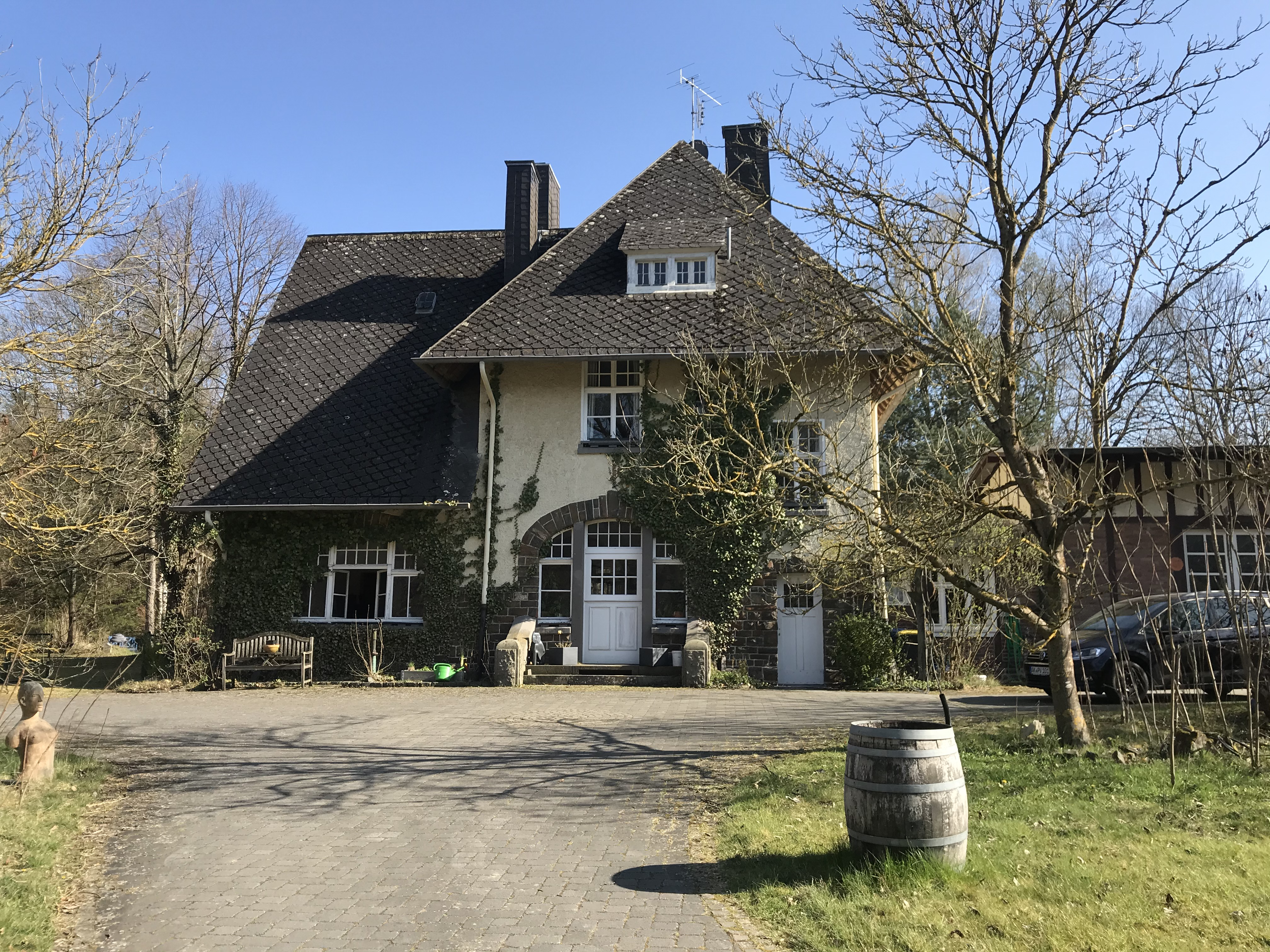
Straßenseitige Ansicht

Der Bahnhof stellte die Verbindung zwischen den beiden Strecken dar und wurde überwiegend durch Umsteigereisende frequentiert. Das historische Empfangsgebäude steht unter Denkmalschutz.
Benannt war der Bahnhof nach dem etwa 3 km entfernten damaligen Luftkurort Flammersfeld.
Den Nahverkehrsanschluss sichern (Stand 14. Mai 2025) Regionalbusse, welche auch zum Bahnhof Flammersfeld verkehren.